# 麻核藤属
麻核藤属（学名：Natsiatopsis）是茶茱萸科下的一个属。该属共有一种，分布于缅甸和中国云南。

## 下属物种
- 麻核藤 Natsiatopsis thunbergiaefolia